# Pat Palmer
Patrick Palmer (Vancouver, 6 de noviembre de 1962) es un ex–jugador canadiense de rugby que se desempeñaba como wing.

## Selección nacional
Fue convocado a los Canucks por primera vez en octubre de 1983 para enfrentar a los England Saxons y disputó su último partido en junio de 1992 ante las Águilas. En total jugó 17 partidos y marcó nueve tries (36 puntos por aquel entonces).

### Participaciones en Copas del Mundo
Disputó dos Copas del Mundo: Nueva Zelanda 1987 donde los Canucks fueron eliminados en fase de grupos, Palmer jugó todos los partidos y marcó el primer try en la historia del torneo; ante el Ikale Tahi. Cuatro años más tarde, en Inglaterra 1991; los Canucks vencieron a los Stejarii y los Flying Fijians, consiguiendo avanzar a cuartos de final donde fueron derrotados por los All Blacks. Esta es hasta hoy, la mejor participación canadiense en el torneo.
| Mundial                       | Sede          | Resultado        | PJ | Tries |
| ----------------------------- | ------------- | ---------------- | -- | ----- |
| Copa Mundial de Rugby de 1987 | Nueva Zelanda | Primera fase     | 3  | 2     |
| Copa Mundial de Rugby de 1991 | Inglaterra    | Cuartos de final | 3  | 0     |